# Памятник Махатме Ганди (Москва)
Памятник Махатме Ганди в Москве установлен на Ломоносовском проспекте недалеко от площади Индиры Ганди в Раменках.

## История
Памятник Махатме Ганди является даром от правительства и народа Индии Москве. Он был торжественно открыт 8 июля 1988 года.
Автором памятника выступил индийский скульптор Гаутам Пал, постамент для памятника спроектировали архитекторы В. В. Пасенко и И. П. Круглов, а выполнил его конструктор В. Е. Кореи.
Памятник был сделан по уже традиционной для скульптур Махатмы Ганди стилистике: он изображён одетым в традиционные одежды отшельника и идущим широким шагом, опираясь на паломнический посох. Этот образ олицетворяет собой высокое духовное подвижничество Ганди, его самоотверженность в поиске истины. На постамент нанесена простая без изысков надпись
МАХАТМА
ГАНДИ
Изначально Махатма Ганди был изображён в очках, но они были выломаны, и их на место не возвращали. Также вандальной атаке подвергался посох, и его пришлось восстанавливать.
Рядом с памятником установлена плита, на которой кратко рассказывается о Махатме Ганди и указываются авторы памятника.